# عزیزم مال من باش
عزیزم مال من باش (به انگلیسی: Baby Be Mine) نام آهنگی از مایکل جکسون هنرمند بزرگ امریکایی است. این آهنگ دومین ترانهٔ دلهره آور «ششمین آلبوم استدیویی اِم جِی» می‌باشد. ترانهٔ این کار را راد تمپرتون نوشته و مانند سایر آهنگ‌های آلبوم دلهره‌آور کوئینسی جونز آن را تهیه کرده.

## قسمتی از ترانه
پس عزیزم مال من باش
دختر! من به تو همه چیز میدم تا در اصل بدست بیاورم
پس عزیزم تمام وقت مال من باش
ما می‌توانیم این حس را به اشتراک بگذاریم
تا زمانی که با عشق ایمان داریم